# Douze hommes
Les douze hommes sont un groupe de 12 citoyens choisis par les habitants de la Nouvelle-Néerlande pour conseiller son directeur général, Willem Kieft, sur les relations avec les Amérindiens à la suite du meurtre de Claes Swits. Élu le 29 août 1641, le conseil temporaire fut la première forme représentative de démocratie dans la colonie néerlandaise. Les deux corps suivants de ce type sont connus sous le nom de « Huit Hommes (en) » et de « Neuf Hommes (en) ».